# ویا ال سالوادور
ویا ال سالوادور (انگلیسی: Villa El Salvador) یک بخش در استان لیما، پرو است که در سال ۲۰۱۷ میلادی ۳۹۳٬۲۵۴ نفر جمعیت داشته‌است.